# Bevanatha, Mulbagal
Bevanatha là một làng thuộc tehsil Mulbagal, huyện Kolar, bang Karnataka, Ấn Độ.